# Latający Klub 2
Latający Klub 2, czyli wieczór kabaretowy – cotygodniowy program rozrywkowy, emitowany w piątkowe wieczory na antenie TVP2. Premiera pierwszej serii miała miejsce 6 marca 2015 r., natomiast drugiej – 11 września 2015 r.
Powstały także trzy specjalne wydania programu: wielkanocne, bożonarodzeniowe i sylwestrowe.

## Spis serii
| Seria | Seria | Odcinki    | Pierwszy odcinek | Ostatni odcinek   | Sezon       | Emisja       |
| ----- | ----- | ---------- | ---------------- | ----------------- | ----------- | ------------ |
|       | 1.    | 1–12 (12)  | 6 marca 2015     | 29 maja 2015      | wiosna 2015 | piątek 22.15 |
|       | 2.    | 13–24 (12) | 11 września 2015 | 27 listopada 2015 | jesień 2015 | piątek 21.40 |

## Formuła programu
W programie realizuje się często parodiowane scenki z życia politycznego. Wybrani artyści kabaretowi wcielają się w wybranych polityków. Są to m.in.:
- Robert Górski – Donald Tusk
- Marcin Wójcik – Andrzej Duda i Paweł Kukiz
- Michał Wójcik – Janusz Korwin-Mikke i Antoni Macierewicz
- Mikołaj Cieślak – Leszek Miller i Władimir Putin
- Barbara Tomkowiak – Magdalena Ogórek
- Bartosz Demczuk – Bronisław Komorowski
- Michał Pałubski – Robert Biedroń
- Waldemar Wilkołek – Anna Grodzka
- Adrianna Borek – Beata Szydło.

### Części programu
- A kto to do nas przyleciał? – scenka lotniskowa, w której występowali Michał Wójcik i Mikołaj Cieślak.
- Biznes klasa – w tej części prowadzący gościli u siebie znane osoby polskiego kabaretu.
- Pas startowy – to część, w której występowały początkujące grupy kabaretowe.
- Czarna skrzynka – część wspominająca dawne czasy kabaretu.
- Kontrola osobista – wywiad z zaproszonym do studia gościem specjalnym.
- Przyjezdni
- Tylko dla dorosłych

## Zapraszane osoby
Do najczęściej zapraszanych formacji można zaliczyć: Kabaret Ani Mru-Mru, Kabaret Moralnego Niepokoju, Kabaret Jurki, Grupę MoCarta, Kabaret pod Wyrwigroszem, Kabaret na Koniec Świata, a także Ewę Błachnio.
| Odcinek | Gość specjalny                                |
| Sezon 1 | Sezon 1                                       |
| ------- | --------------------------------------------- |
| 1       | Margaret                                      |
| 2       | Łukash (Szymon Jachimek, Łukasz Harasimowicz) |
| 3       | Przemysław Babiarz                            |
| 4       | Tomasz „Titus” Pukacki                        |
| 5       | Rafał Brzozowski                              |
| 6       | Ewa Błachnio                                  |
| 7       | Ewa Stasiewicz                                |
| 8       | Tomasz Jachimek                               |
| 9       | Tymon Tymański                                |
| 10      | Piotr Bukartyk                                |
| 11      | Paweł Domagała                                |
| 12      | Zbigniew Zamachowski                          |
| Sezon 2 |                                               |
| 1 (13)  | Katarzyna Kwiatkowska                         |
| 2 (14)  |                                               |
| 3 (15)  | Anna Guzik                                    |
| 4 (16)  | Antoni Królikowski                            |
| 5 (17)  | Andrzej Poniedzielski                         |
| 6 (18)  |                                               |
| 7 (19)  | Stanisław Karpiel-Bułecka                     |
| 8 (20)  |                                               |
| 9 (21)  | Kacper Kuszewski                              |
| 10 (22) |                                               |
| 11 (23) |                                               |
| 12 (24) |                                               |

## Latający Klub 2 na Wakacjach w Lubelskiem
4 lipca 2015 roku odbyła się impreza kabaretowa w Lublinie na Placu Zamkowym (z tego miasta pochodzi Marcin Wójcik). Kabareton prowadzili Robert Górski i Marcin Wójcik, a transmitowała go TVP2.
W jej trakcie wystąpili: Kabaret Moralnego Niepokoju, Kabaret Ani Mru-Mru, Grupa MoCarta, Artur Andrus, Robert Korólczyk, Kabaret na Koniec Świata, Formacja Chatelet, Kabaret Chyba, Kabaret Ciach, Kabaret Czesuaf, Szymon Jachimek, Kabaret K2.